# Zamach w Carcassonne i Trèbes
Zamach w Carcassonne i Trèbes – zamach terrorystyczny, który miał miejsce 23 marca 2018 roku we francuskich miejscowościach Carcassonne i Trèbes. W wyniku zamachu zginęło 5 osób, w tym sprawca.

## Przebieg zamachów

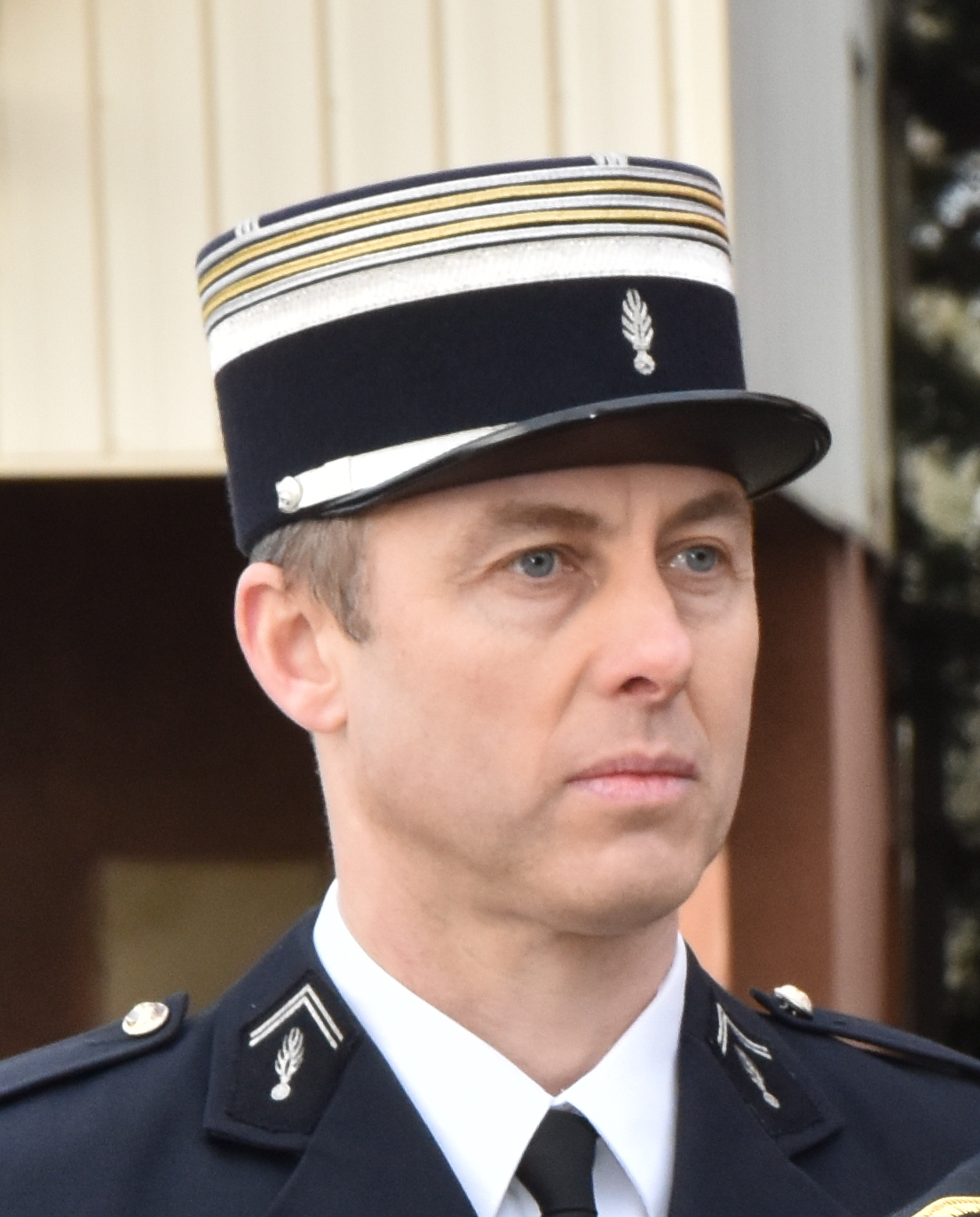
Podpułkownik Arnaud Beltrame, który wymienił się za zakładnika

23 marca 2018 o godzinie 10:13 Redouane Lakdim, uzbrojony w pistolet zatrzymał samochód na obrzeżach Carcassonne, na południu Francji. Postrzelił obu użytkowników auta, zabijając pasażera i poważnie raniąc kierowcę, po czym ukradł samochód i odjechał. Prawdopodobnie czekał przed wojskowymi koszarami na żołnierzy i zaatakował czterech policjantów, którzy pobiegli z powrotem do koszar i zaatakował ich, próbując ich przejechać i strzelać do nich. Jeden z oficerów został zastrzelony. Lakdim następnie odjechał, przejeżdżając 5 kilometrów do Trèbes. Około 11:00 Lakdim wszedł do supermarketu uzbrojony w pistolet oraz nóż. W środku było około 50 osób. Krzyknął „Allahu Akbar” i przedstawił się jako żołnierz Państwa Islamskiego. Śmiertelnie postrzelił 2 osoby, a resztę wziął za zakładników, każąc wszystkim leżeć na podłodze. Niektórzy zdołali uciec z supermarketu, nieliczni schowali się w chłodni. Pojawiły się setki policjantów oraz żandarmerii, żeby pomóc ludziom się wydostać. Znaleźli Lakdima przetrzymującego kilku zakładników, łącznie z kobietą, której używał jako żywej tarczy. Około 12:20 zjawił się członek GIGN wraz z ministrem Gérardem Collombem. Lakdim zażądał uwolnienia Salaha Abdeslama, głównego podejrzanego o udział w zamachach w Paryżu z listopada 2015. Policja przywiozła jego matkę oraz siostry do negocjacji, lecz bezskutecznie. Podpułkownik Arnaud Beltrame, 44-letni oficer żandarmerii zaoferował siebie w zamian za zakładników, na co Lakdim przystał. Beltrame zostawił na stole telefon z aktywnym połączeniem z policją, więc policja mogła wszystko słyszeć. Po trzech godzinach Lakdim postrzelił oficera, wystrzał było słychać w telefonie policji. Członkowie GIGN rozpoczęli szturm na supermarket o 14:40 i zaczęli wymianę ognia z podejrzanym, zabijając go w przeciągu 2 minut od rozpoczęcia szturmu. Dwóch policjantów zostało rannych. Chwilę później policyjne psy zaczęły infiltrację budynku.  Na miejsce przybyło pogotowie oraz helikopter. Minister Collomb pochwalił Beltrama oraz innych uczestników akcji za heroizm, jednakże podpułkownik zmarł w szpitalu z powodu obrażeń.

## Podejrzany
Podejrzany został zidentyfikowany jako Redouane Lakdim, 25-latek urodzony w Maroku i mieszkający w Carcassonne z rodzicami oraz siostrami. W przeszłości był dwukrotnie skazany za drobne przestępstwa i spędził miesiąc w więzieniu. Był bardzo aktywny w internecie na stronach salafickich, a w 2014 r. wpisano go na listę podejrzanych o islamski ekstremizm. Był pod obserwacją służb, ale zdaniem oceniających nic nie wskazywało aby miał dokonać zamachu. Sąsiedzi i przyjaciele opisali go jako "sympatycznego młodego człowieka". Minister Spraw Wewnętrznych Gérard Collomb stwierdził, że zamachowiec działał samotnie.